# Juan Diego (Tabasco)
Juan Diego es una localidad del municipio de Nacajuca ubicado en la subregión centro del estado mexicano de Tabasco. Esta localidad fue desfusionada de Olcuatitán el 15 de diciembre de 2016.

## Geografía
La localidad de Juan Diego se sitúa en las coordenadas geográficas 18°11′49″N 92°57′27″O / 18.196944, -92.957469, a una elevación de 9 metros sobre el nivel del mar.

## Demografía
Según el Conteo de Población y Vivienda 2020, efectuado por el Instituto Nacional de Estadística y Geografía, la localidad de Juan Diego tiene 137 habitantes, de los cuales 71 son del sexo masculino y 66 del sexo femenino. Su tasa de fecundidad es de 2.16 hijos por mujer y tiene 32 viviendas particulares habitadas.
| Gráfica de evolución demográfica de Juan Diego entre 2020 y 2020 |
|                                                                  |
| INEGI.                                                           |